# Hitlodeo

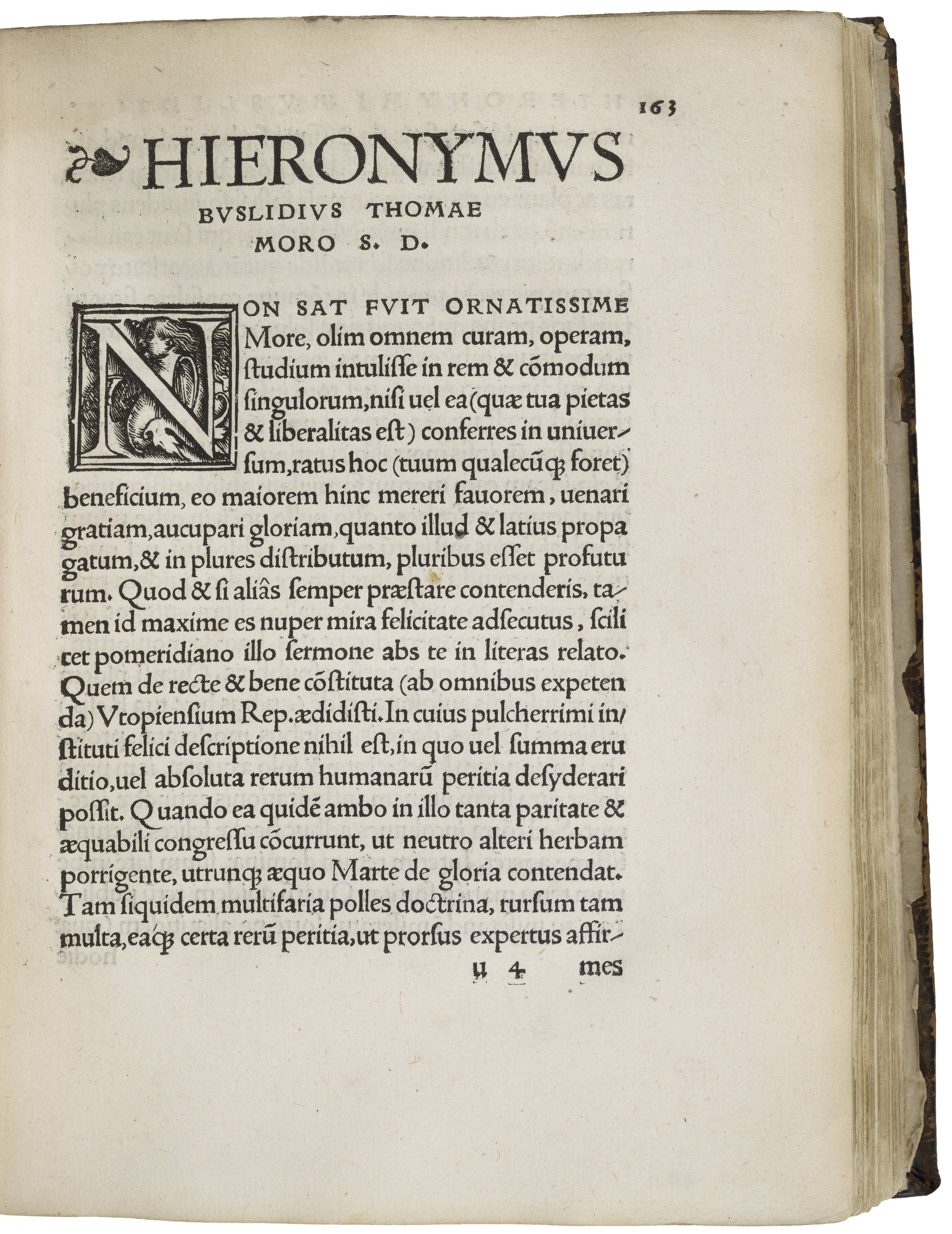
Libro

Rafael Hitlodeo (o Hythloday) es el personaje principal de la obra de Tomás Moro Utopía y, aunque sea el protagonista de la obra, es ficticio. 

## Descripción del personaje
Rafael Hitlodeo es un gran navegante, seguramente nacido en la segunda mitad del siglo XV y que vivió también en la primera mitad del siglo XVI, época de vital importancia de la historia por la nueva filosofía humanista y por los importantes descubrimientos que hicieron los portugueses y por los españoles en América. Él viajaría al Nuevo Mundo cuatro veces acompañando a navegantes como Cristóbal Colón o Américo Vespucio. Su labor en el libro será relatarle a Moro y a Pedro Egido (dos humanistas de la vida real) sobre los descubrimientos que ha hecho en las Indias, que hasta entonces eran muy poco conocidas, y principalmente de la isla de Utopía, en donde reina la perfección. De ella describe todo: política, economía, cuestiones bélicas, sociales, culturales, filosóficas y religiosas.